# Monte Carlo Open 1975
Il Monte Carlo Open 1975 è stato un torneo di tennis giocato sulla terra rossa. È stata la 68ª edizione del Monte Carlo Open, che fa parte del World Championship Tennis 1975. Si è giocato al Monte Carlo Country Club di Roquebrune-Cap-Martin in Francia vicino a Monte Carlo, dal 24 al 30 marzo 1975.

## Campioni

### Singolare
Manuel Orantes ha battuto in finale  Bob Hewitt con il punteggio di 6–2, 6–4

### Doppio
Bob Hewitt /  Frew McMillan hanno battuto in finale  Arthur Ashe /  Tom Okker con il punteggio di 6–3, 6–2